# Пятьдесят пенсов (Великобритания)
Монета Великобритании пятьдесят пенсов (50p) — часто называется «fifty pee» — появилась 14 октября 1969 после реформы с целью замены Банком Англии монет в шиллингах. Несмотря на новую форму монеты, было первоначальное замешательство среди некоторых представителей общественности, эту монету ошибочно принимали за старую монету половина кроны и новую десять пенсов.
В некоторых региональных диалектах, в частности, Южном Йоркшире, монета сохранила своё неофициальное прозвище «десять боб». Это название было получено из десятичной денежной системы, где 1 боб (1 шиллинг) был равен 5 пенсов, 50 пенсов поэтому было равно 10 бобам. Часто существует путаница для тех, кто не знаком с региональными диалектами, которые используют фразу «десять бобов» когда речь идет о сумме в десять фунтов, что является некорректным с учётом его исторического появления.
Монета чеканилась из сплава 75 % меди и 25 % никеля. Между 1969 и 1997 годами монета была весом 13,50 грамма и имела диаметр 30,0 миллиметров. В 1997 году монета была уменьшена в размерах, чтобы весить 8,00 грамм с диаметром 27,3 мм. Помимо уменьшения размеров дизайн остался по существу тем же (хотя оригинал уже не являлся законным платежным средством).
Монета не является круглой, и имеет форму семиугольника Рёло для облегчения её идентификации. Стороны не являются прямыми, но изогнуты так, что центр кривизны на противоположной вершине монеты. Иными словами, в то время как монета имеет форму, которая не имеет фиксированного радиуса с любой точки, но она имеет фиксированный диаметр, и минимальный размер по гурту монеты. Это позволяет использовать монету в качестве законного платёжного средства в автоматах.
Современная оборотная сторона монеты была разработана Мэтью Дентом, который в апреле 2008 года выиграл конкурс Королевского монетного двора и разработал дизайн монет нового набора фунта стерлингов (за исключением монеты в 2 фунта). Она изображает нижнюю часть Королевского Щита, с надписью FIFTY PENCE ниже щита. На прежнем варианте оборотной стороны монеты (чеканившейся с 1969 года), разработанном Кристофером Айронсайдом, изображена сидящая Британия со львом, выше Британии — надпись (NEW PENCE в 1969—1981 годах, FIFTY PENCE с 1982 года), а под сидящей фигурой — цифра 50.
Три различных аверса были использованы по настоящее время — с 1969 по 1984 год Королева Елизавета II художника Арнольда Мачина, с 1985 по 1997 год она же художника Рафаэля Маклоуфа, а с 1998 года художника Ян Ранга-Бродли.
По состоянию на декабрь 2005 года насчитывалось примерно 769 миллионов 50-пенсовых монет в обращении.

## Вариации
До 2009 года было двадцать видов 50-пенсовых монет, шесть больших и четырнадцать малых.

### Большие монеты стандартного дизайна
|  | 1969—1972, 1974—1981 Аверс: голова Елизаветы II, надпись ELIZABETH II D G REG F D. Реверс: Британия и лев, ниже цифра 50 , и надпись NEW PENCE. Даты 1971—1972 и 1974—1975 годов выпуска. |
|  | 1982—1984 Аверс: голова Елизаветы II, надпись ELIZABETH II D.G.REG.F.D.. Реверс: Британия и лев, ниже цифра 50, и надпись FIFTY PENCE. Дата 1984 год выпуска.                             |
|  | 1985—1993, 1995—1997 Аверс: голова Елизаветы II, надпись ELIZABETH II D G REG F D. Реверс: Британия и лев, 50 ниже, FIFTY PENCE. Все даты, начиная с 1985 года.                           |

### Большие памятные монеты
| 50 пенсов Монета посвященная Британии присоединению к ЕЭС | 1973: В память о присоединении Великобритании к Европейскому экономическому сообществу. Аверс: голова Елизаветы II, надпись ELIZABETH II D G REG F D. Реверс: Девять рук держащихся друг за друга (одна из которых королевы Елизаветы II. Рука находится на воображаемой стрелке с 2 до 3 часов" и четко женская), в центре надписи 1973 год и 50 пенсов. Дизайн имел изначально слово Европа в середине, но на это название было наложено вето Министерством иностранных дел и министерством по делам Содружества. |
| 1992/3 Британское председательство в ЕЕС                  | 1992—3: В память о британском председательстве в ЕС. Аверс: голова Елизаветы II, надпись ELIZABETH II D G REG F D. Реверс: Конференц-стол и звезды, 50 пенсов ниже,1992 и 1993 годы выше. Выпущена в обращение небольшая партия монет. |
| 50-летие Нормандии Ландингс                               | 1994: 50-летие высадки союзников в Нормандии («D-Day»). Аверс: голова Елизаветы II, надпись ELIZABETH II D G REG F D. Реверс: Силы вторжения: корабли и самолеты, и надпись 50 PENCE с правой стороны. Дизайн Джона Миллса. Относительно небольшое количество монет выпущено в обращение. |

### Маленькие стандартного дизайна
|  | 1997 Аверс: голова Елизаветы II, надпись ELIZABETH II D G REG F D. Реверс: Британия и лев, 50 ниже надпись, FIFTY PENCE. Выпущена только в 1997 году, но в очень больших количествах, так как она должна была заменить все выпущенные ранее типы 50 пенсовых монет, которые были изъяты из обращения в течение 6 месяцев . |
|  | 1998—2008 Аверс: голова Елизаветы II, надпись ELIZABETH II D G REG F D. Реверс: Британия и лев, 50 ниже, FIFTY PENCE. |
|  | 2008- Аверс: голова Елизаветы II, надпись ELIZABETH II D G REG F D. Реверс: Дизайн монеты включающий в себя Королевский Щит разработал Мэттью Дент, чеканка монет в Великобритании началась в 2008 году. |

### Маленькие памятные монеты
| 1998 EU Commemorative 50p coin                                          | 1998: 25-я годовщина присоединения Великобритании к ЕС. Аверс: голова Елизаветы II, надпись ELIZABETH II D G REG F D. Реверс: 12 звезд с надписью 1973 EU 1998 снизу надпись 50 PENCE. Дизайнер Джон Миллс. 5 миллионов монет в обращении. |
| 1998 NHS Commemorative 50p coin                                         | 1998: 50-я годовщина Национальной службы здравоохранения. Аверс: голова Елизаветы II, надпись ELIZABETH II D G REG F D. Реверс: Изображены заботливые руки медперсонала, за которыми лучи солнца, надпись FIFTIETH ANNIVERSARY сверху и надпись 50 PENCE снизу, у края монеты. 5 миллионов монет в обращении. |
| 1998 Public Libraries Commemorative 50p coin                            | 2000: 150-я годовщина Публичной библиотеки Великобритании. Аверс: голова Елизаветы II, надпись ELIZABETH II D G REG F D. Реверс: открытая книга с надписью PUBLIC LIBRARIES 1850—2000> и ниже надпись 50 PENCE справа. 11,3 миллионов монет в обращении. |
| 2003 Suffragettes Commemorative 50p coin                                | 2003: Столетие женской политической активности в Великобритании Суфражизм. Аверс: голова Елизаветы II, надпись ELIZABETH II D G REG F D. Реверс: Суфражистка прикована к перилам, надпись WSPU у её левой руки, надпись 50 PENCE слева, надпись GIVE WOMEN THE VOTE справа, снизу дата 1903 год и справа 2003 год. 3,1 миллионов монет в обращении.                                                                                       |
| 2004 four-minute-mile Commemorative 50p coin                            | 2004: 50-я годовщина мирового рекорда английского бегуна Роджера Баннистера, 6 мая 1954 пробежавшего милю (1609 метров) за четыре минуты. Аверс: голова Елизаветы II, надпись ELIZABETH II 2004, внизу слева от головы королевы надпись IRB. Реверс: Нижняя часть корпуса бегуна накладывается на секундомер. Показано время 3 минуты 59,4 секунды. Номинал 50 и надпись PENCE снизу, между ногами бегуна. 9 миллионов монет в обращении. |
| 2005 Johnson’s Dictionary Commemorative 50p coin                        | 2005: 250-я годовщина публикации Толкового словаря английского языка Сэмюэла Джонсона. Аверс: голова Елизаветы II, надпись ELIZABETH II D G REG F D. Реверс: надпись 50 и слова из словаря Джонсона. В той же манере исполнены надписи 'fifty' и 'pence' и надпись JOHNSON’S DICTIONARY 1755 снизу. 17,6 миллионов монет в обращении. |
| 2006 Victoria Cross Commemorative 50p coin                              | 2006: 150-я годовщина ордена Крест Виктории. Аверс: голова Елизаветы II, надпись ELIZABETH II D G REG F D. Реверс: изображения обеих сторон ордена Крест Виктории, надпись 29 JAN 1856 и VC FIFTY PENCE ниже. Дизайн монеты выполнила Клэр Элдридж (Claire Aldridge). 12,1 миллионов монет в обращении. |
| 2006 Victoria Cross Commemorative 50p coin                              | 2006: 150-я годовщина ордена Крест Виктории. Аверс: голова Елизаветы II, надпись ELIZABETH II D G REG F D. Реверс: Солдат несет раненного товарища, надпись FIFTY PENCE ниже. Дизайн монеты разработал Клайв Дункан (Clive Duncan). 10 миллионов монет в обращении. |
| 2006 Scout Movement Commemorative 50p coin                              | 2007: 100-летие Скаутского движения в Великобритании. Аверс: голова Елизаветы II, надпись ELIZABETH II D G REG F D. Реверс: Традиционная скаутская эмблема Геральдическая лилия, надпись FIFTY PENCE, надпись BE PREPARED ниже. Дизайн монеты разработал Керри Джонс (Kerry Jones), гравер двора Royal Mint. 7,7 миллионов монет в обращении.                                                                                             |
| 250th anniversary of the foundation of the Royal Botanic Gardens at Kew | 2009: 250-я годовщина основания Королевских ботанических садов Кью. Аверс: голова Елизаветы II, надпись ELIZABETH II D G REG F D. Реверс: На монете изображена пагода, находящаяся в саду, она напоминает двойную спираль. Даты 1759 и 2009 и слово KEW в нижней части пагоды. |
| Girl Guiding                                                            | 2010: 100-летняя годовщина движения Girl Guides. Аверс: голова Елизаветы II, надпись ELIZABETH II D G REG F D. Реверс: Логотип движения Girlguiding в Великобритании. Надписи CELEBRATING 100 YEARS OF GIRLGUIDING UK. Номинал монеты 50 и ниже PENCE. |
|                                                                         | 2010: Летние Олимпийские игры 2012 года в Лондоне — 29 различных дизайнов. Аверс: голова Елизаветы II, надпись ELIZABETH II D G REG F D. Реверс: Всего их 29 монет различных дизайнов, иллюстрировавших различные виды спорта. Номинал монет 50 PENCE (50 пенсов). |
|                                                                         | 2011: 50-я годовщина основания WWF. Аверс: голова Елизаветы II, надпись ELIZABETH II D G REG F D. Реверс: Логотип WWF окружен пятьюдесятью различными значками, изображающими диких животных, это, по словам дизайнера Мэтью Дента, «… для представления различных аспектов WWF». Надпись 2011 — год выпуска. |

## Монеты по годам выпуска в обращении

150 лет Публичной библиотеке

- 1969 ~ 188,400,000
- 1970 ~ 19,461,500
- 1971—1972 ~ нет выпуска
- 1973 ~ 89,775,000
- 1974—1975 ~ нет выпуска
- 1976 ~ 43,746,500
- 1977 ~ 49,536,000
- 1978 ~ 72,005,500
- 1979 ~ 58,680,000
- 1980 ~ 89,086,000
- 1981 ~ 74,002,000
- 1982 ~ 51,312,000
- 1983 ~ 62,824,904
- 1984 ~ нет выпуска
- 1985 ~ 682,103
- 1986—1991 ~ нет выпуска
- 1992 ~ 109,000
- 1993 ~ нет выпуска
- 1994 ~ 6,705,520
- 1995—1996 ~

уменьшен размер
- 1997 ~ 456,364,100
- 1998 ~ 64,306,500
- 1999 ~ 24,905,000
- 2000 ~ 17,915,500
- 2001 ~ 84,998,500
- 2002 ~ 23,907,500
- 2003 ~ 23,583,000
- 2004 ~ 35,315,500
- 2005 ~ 25,363,500
- 2006 ~ 24,567,000
- 2007 ~ 5,300,000
- 2008 ~ 700,000 (Britannia design)
- 2008 ~ 12,320,000 (Новый дизайн)[6]